# Biesings
Biesings (bodenseealemannisch: ts Biesings) ist ein Gemeindeteil der Gemeinde Sigmarszell im bayerisch-schwäbischen Landkreis Lindau (Bodensee).

## Geographie
Der Weiler liegt circa 500 Meter nordwestlich des Hauptorts Sigmarszell, direkt an der Queralpenstraße B 308. Nordwestlich der Ortschaft verläuft die Bahnstrecke Buchloe–Lindau.

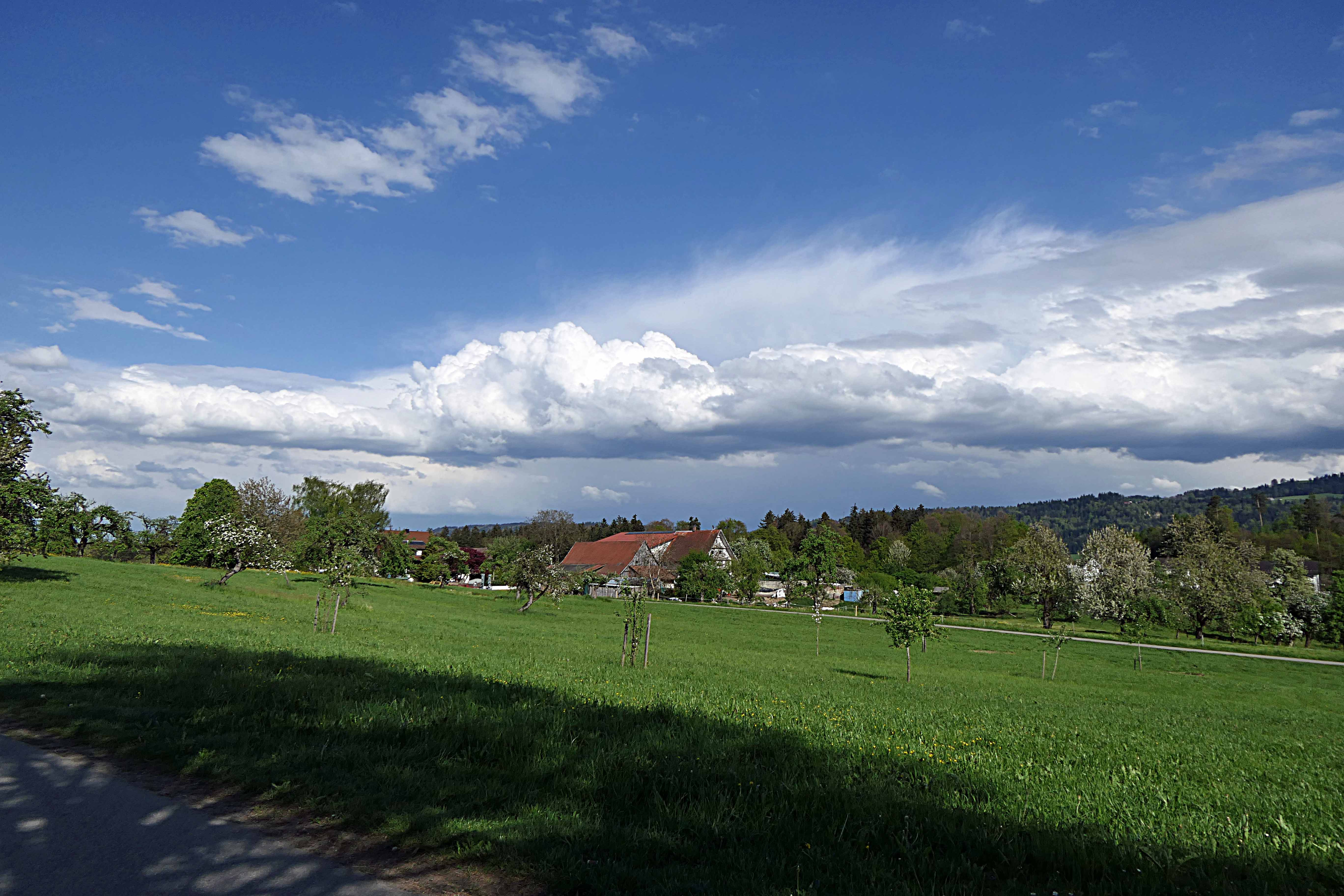
Biesings von Westen

## Ortsname
Der Ortsname stammt von den Personennamen Büesinc, Buosing oder Buosin ab und bedeutet somit (Siedlung) des Büesinc.

## Geschichte
Biesings wurde urkundlich erstmals im Jahr 1432 mit einem Hof zem Bůsings erwähnt. Im Jahr 1626 wurden vier Häuser im Ort gezählt.

### Zugehörigkeit des Orts
Ab 1513 gehörte Biesings als Enklave zu Hohenweiler, die Gerichtsbarkeit lag aber beim Gericht Tettnang und später dem äußeren Gericht der Reichsstadt Lindau. Diese Sonderstellung beschäftigte über Jahrhunderte hinweg das Gericht Hofrieden mit Verhandlungen über Zinszahlungen. Mit dem Wiener Kongress im Jahr 1815 endete die Zugehörigkeit zu Hohenweiler und Biesings wurde dem Landgericht Lindau zugeordnet. Noch zwei Jahrzehnte später forderte Vorarlberg eine Rückgabe der Ortschaft.

### KZ-Außenkommando Biesings

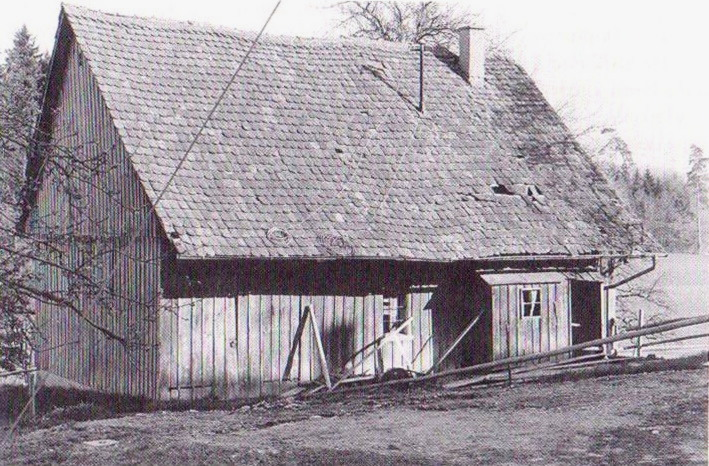
Unterkunftsbaracke KZ-Außenkommando Biesings

Zwischen 1944 und 1945 bestand das KZ-Außenkommando Biesings. Über die Ahnenerbe-Gesellschaft mit Hilfe des SS-Mitglieds und Arztes Sigmund Rascher – später unter Kurt Plötner – wurde es zur ethisch fragwürdigen Produktions- und Erprobungsstätte von experimentellen Medikamenten zur Steigerung von Blutgerinnung.

## Baudenkmäler
Siehe: Liste der Baudenkmäler in Biesings